# Parreira e Chouto
Parreira e Chouto (oficialmente: União das Freguesias de Parreira e Chouto) é uma freguesia portuguesa do município da Chamusca, com 338,42 km² de área e 1262 habitantes (censo de 2021). A sua densidade populacional é 3,7 hab./km².

## História
Foi constituída em 2013, no âmbito de uma reforma administrativa nacional, pela agregação das antigas freguesias de Parreira e Chouto e tem a sede em Parreira.

## Demografia
A população registada nos censos foi:
| Distribuição da População por Grupos Etários | Distribuição da População por Grupos Etários | Distribuição da População por Grupos Etários | Distribuição da População por Grupos Etários | Distribuição da População por Grupos Etários |
| -------------------------------------------- | -------------------------------------------- | -------------------------------------------- | -------------------------------------------- | -------------------------------------------- |
| Ano                                          | 0-14 Anos                                    | 15-24 Anos                                   | 25-64 Anos                                   | > 65 Anos                                    |
| 2001                                         | 196                                          | 223                                          | 895                                          | 415                                          |
| 2011                                         | 163                                          | 128                                          | 774                                          | 427                                          |
| 2021                                         | 137                                          | 106                                          | 624                                          | 395                                          |

À data da junção das freguesias, a população registada no censo anterior (2011) foi:
| Freguesia atual   | Freguesia atual  | Freguesia atual | Freguesias antigas | Freguesias antigas | Freguesias antigas |
| Freguesia         | População (2011) | Área (km²)      | Freguesia          | População (2011)   | Área (km²)         |
| ----------------- | ---------------- | --------------- | ------------------ | ------------------ | ------------------ |
| Parreira e Chouto | 1492             | 338,42          | Parreira           | 915                | 133,08             |
| Parreira e Chouto | 1492             | 338,42          | Chouto             | 577                | 205,34             |